# Norðlýsið (avis)
 For alternative betydninger, se Nordlys (flertydig). (Se også artikler, som begynder med Nordlys)
 For alternative betydninger, se Norðlýsið. (Se også artikler, som begynder med Norðlýsið)
Norðlýsið (dansk "nordlyset") er en uafhængig færøsk ugeavis og nyhedsinternetportal med redaktion i Klaksvík.
Avisen blev grundlagt den 16. april 1915. Den første udgave blev trykt på dansk, fordi der manglede færøske trykbogstaver i trykkeriet, da ð ikke fandtes i typografien på det daværende tidspunkt. I begyndelsen udkom den hver 14. dag, men i nutiden udkommer Norðlýsið en gang om ugen. I 2009 havde den et oplag på 6.400 og trykkes i eget trykkeri. Avisen, der er annoncefinansieret og derfor gratis, fordeles til alle husstande på Norðoyar (Nordøerne) og den nordlige del af Eysturoy. De nuværende ansatte er Jastrid Gullaksen, Oliver Joensen, John William Joensen og Hannefía Joensen.
I modsætning til de store aviser Dimmalætting og Sosialurin har Norðlýsið en hjemmeside, hvor alle de originale aktuelle artikler kan hentes gratis.

## Redaktører
- Símun Petur Zachariasen 1915–1936
- Hákun Djurhuus 1936–1946
- Óli Dahl 1962–1974
- Oliver Joensen 1976–2010
- Jastrid Gullaksen 2010–?
- John William Joensen ?

Símun Petur Zachariasens første leder fredag den 16.april 1915
Til Læserne
Det har længe været følt som et Savn, at vi ikke uden for Thorshavn havde et Blad, som kunde være Talsmand for vore særlige Bygdeinteresser.
Der er selvfølgelig mange som vil fremkomme med den Indvending, at vore smaa Forhold staar hindrende over for en saadan Plans Udførelse. Men under smaa Forhold er man ogsaa nødt at arbejde med smaa Midler, hvilket ogsaa her er Tilfældet.
Vi har til at begynde med anset det for nødvendigt at Bladet kun udkommer hver fjortende Dag, Men saasnart Forholdene tillader det, vil det udkomme een Gang om Ugen. Det er Hensigten, at Bladet skal udkomme dels paa Færøsk og dels paa Dansk, men foreløbig vil det kun udkomme paa Dansk, da vi endnu mangler færøske Bogstaver.
Det er ikke Hensigten at Bladet skal være et partipolitisk Organ; men vi vil gerne give Plads for Artikler (uanset fra hvilken Lejr de kommer), som kan hava Betydning saavel for vor aandelige som materielle Udvikling. Vi vil ligeledes bringe de sidste Nyheder saavel fra Omverdenen som fra vor snævre Økreds og give skildring af den øjeblikkelige Verdenssituation. Bladet vil udkomme hver anden Fredag og koster 1,80 Kr. aarlig eller 45 Øre Kvartalt.
Vi haaber at alle, der interesserer sig for Foretagendet, vil støtte det ved at tegne sig som Holder af Bladet.
- Simun Petur Zachariasen (1887-1977) var var avisens første redaktør. Han var lærer, borgmester og lagtingsmedlem for Sjálvstýrisflokkurin
- Hákun Djurhuus (1908-1987) var lærer fra 1925 til 1976 og Lagmand fra 1963 til 1967.
- Klaksvík er den næststørste by og den vigtigste by for fiskeindustrien
- Norðoyar